# 正法流
正法流（しょうぼうりゅう）は、1968年に吉田能安によって開かれた弓道の流派である。正式名称は「日置流竹林派正法流」。
吉田が師事した阿波研造の教えと吉田自身の弓道研究を元に発展させた流派であり、管矢や固物射貫など伝統的な弓術の保存伝承も行っている。

## 系譜
流祖吉田能安は阿波研造の大射道教に参加し、彼に師事しともに射道の研究を行った。特に吉田が研究の末に導出した弓の握り方は阿波に絶賛されたという。このように正法流の射法は竹林派を基にして吉田が確立したもので、紙的への的中だけに拘泥せず武道としての強みを追究することが重んじられている。

## 現況など
西荻窪にある遊神館弓道吉田教場にて学生や門弟の稽古が行われている。

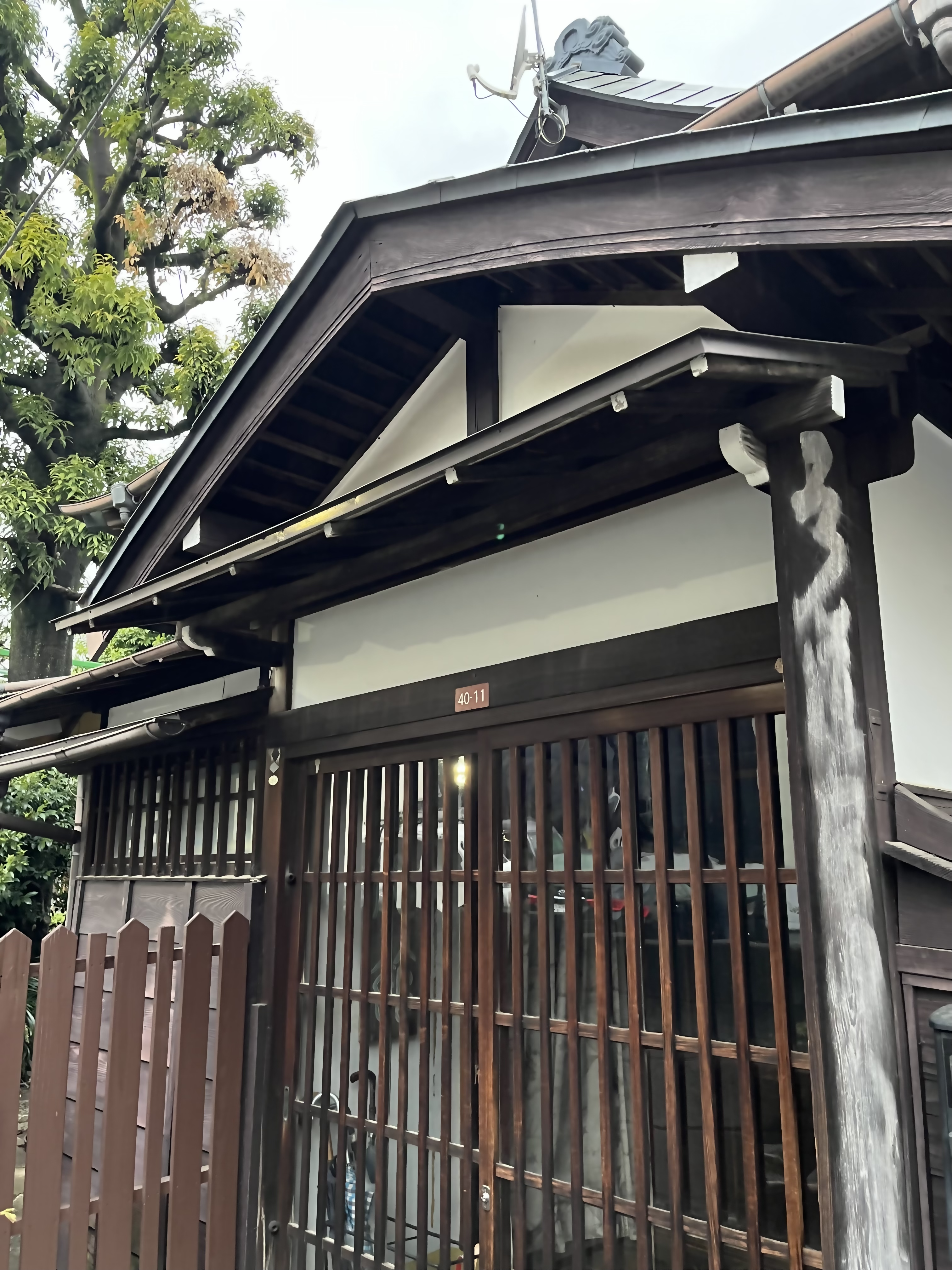
遊神館弓道吉田教場の玄関

道場施設は吉田の死後に高梁市に寄付され、正法流の維持承継などを目的に門下生らが管理している。また、母屋の跡地に建設された「備中高梁館」は彼の故郷である岡山県高梁市の魅力を発信する拠点となっている。